# 우타시나이선
우타시나이선(일본어: 歌志内線 우타시나이센[*])은 홋카이도의 스나가와역과 우타시나이시의 우타시나이역을 이었던 홋카이도 여객철도의 철도 노선(지방 교통선)이었다.

## 운행 형태
폐선 직전인 1986년 3월 3일에 개정된 시각표에 따르면, 하루 종일 스나가와역과 우타시나이역 사이를 왕복하는 일반 열차는 8편뿐이었다.

## 역사
연선의 탄광으로부터 산출되는 석탄을 실어나르기 위해, 1891년 홋카이도 탄광철도에 의해 개업하였다. 1906년 국유화 이후 1963년에는 일본에서 4번째 흑자노선인 실적을 올렸으나 탄광 쇠퇴에 따라 수송량이 감소하였다.
1980년 국철재건법 시행에 따라 1984년 6월 제2차 특정지방교통선으로 지정되었다. 한때는 제3섹터화도 검토되었으나, 철도의 존속 이유인 탄광이 폐광됨에 따라 1987년 국철분할민영화로 JR 홋카이도에 승계된 후 1988년 4월 폐지되어 버스 노선으로 전환되었다. 또한, 스나가와역의 또 다른 철도 노선인 하코다테 본선 가미스나가와 지선도 하코다테 본선의 일부로 취급되었기 때문에 폐선 대상이 아니었으나, 1994년 탄광의 쇠퇴로 인해 폐지되었다.

## 역 목록
이 목록의 소재지는 폐지 당시의 것이며, 모든 역은 홋카이도에 위치하였다.
| 역명       | 일어 역명 | 역간 거리 | 영업 거리 | 접속 노선                                                  | 소재지       | 소재지 |
| ---------- | --------- | --------- | --------- | ---------------------------------------------------------- | ------------ | ------ |
| 스나가와   | 砂川      | -         | 0.0       | 홋카이도 여객철도 하코다테 본선 (본선 · 가미스나가와 지선) | 스나가와시   |        |
| 야케야마   | 焼山      | 3.9       | 3.9       |                                                            | 스나가와시   |        |
| 몬주       | 文珠      | 4.4       | 8.3       |                                                            | 우타시나이시 |        |
| 니시우타   | 西歌      | 1.3       | 9.6       |                                                            | 우타시나이시 |        |
| 가모이     | 神威      | 2.2       | 11.8      |                                                            | 우타시나이시 |        |
| 가신       | 歌神      | 1.6       | 13.4      |                                                            | 우타시나이시 |        |
| 우타시나이 | 歌志内    | 1.1       | 14.5      |                                                            | 우타시나이시 |        |

## 폐지 후
야케야마 - 우타시나이 구간은 폐선 부지가 자전거 도로로 정비되어 있다.